# Diplomatieke titulatuur
Diplomatieke titulatuur wordt in Nederland gebruikt om de diverse senioriteitsniveaus van diplomaten aan te geven. Het is in de diplomatie gebruikelijk om rangen aan de diplomaten toe te kennen. Hieronder volgt van hoog naar laag een lijst van de meest gebruikte diplomatieke titels in Nederland:
- buitengewoon en gevolmachtigd ambassadeur
- nuntius
- gevolmachtigd minister
- ambassaderaad, handelsraad, landbouwraad, verkeersraad, raad
- eerste ambassade- of handelssecretaris
- tweede ambassade- of handelssecretaris
- derde ambassade- of handelssecretaris
- attaché, militair attaché of landbouwattaché
- adjunct-attaché

Er bestaan daarnaast nog de titels die aan consulaire ambtenaren worden toegekend:
- consul-generaal, gelijkgesteld met een ambassaderaad of gevolmachtigd minister
- consul, gelijkgesteld met een eerste ambassadesecretaris
- viceconsul, gelijkgesteld met een tweede ambassadesecretaris
- adjunct-viceconsul, gelijkgesteld met een derde ambassadesecretaris

De eerste drie titels kunnen ook worden toegekend aan honoraire ambtenaren van de Nederlandse Dienst Buitenlandse Zaken.
Er zijn titels die in de praktijk niet meer toegekend, zoals gezant en directeur der kanselarij of kanselier, de laatste twee met de toevoeging der eerste klasse. Behalve diplomatiek- of consulair personeel is er op Nederlandse posten in het buitenland ook ondersteunend personeel werkzaam. Deze medewerkers krijgen geen diplomatieke titel. Personeel dat lokaal in dienst genomen wordt ontvangt evenmin een titel.